# 長期議會
長期議會或稱長期國會（英語：Long Parliament）是英國歷史上的一屆國會（1640-1660年），亦是英格蘭國王查理一世任內的第五屆國會。由英格蘭國王查理一世於1640年9月24日頒布國會大選令狀，10月完成下議院議員選舉，並於同年11月3日正式開議。由於長期議會通過的《國會法案》規範「非經國會本身同意解散，任何人不得解散之。 」因此直到1660年3月16日，在斯圖亞特王朝復辟前夕，長期國會最後一次集會並決議解散，該屆國會議員方才正式卸任。
蘇格蘭起義爆發後，查理一世為籌措鎮壓起義的軍費，於1640年6月召開短期國會，由於有議員反對與蘇格蘭開戰，國王下令解散短期國會。同年8月，蘇格蘭軍隊重創英格蘭軍隊。11月3日，長期議會在威斯敏斯特開幕。國王希冀國會同意政府增稅以再次籌措鎮壓蘇格蘭起義的經費，但反對黨領袖約翰·皮姆想藉機剷除總攬朝政的斯特拉福。
1641年4月21日，國會以204票對59票判決斯特拉福死刑。5月9日，國會迫使國王簽署《三年法案》。法案規定三年召開一屆議會，未經議會同意，國王不得過早解散或終止議會。廢除工商業專賣制和國王征稅特權，未經議會同意的征稅無效。5月12日，斯特拉福被執行死刑。此後，限制主教和國王權力的《大諫章》在國會通過。
1642年1月4日，查理一世率領士兵進入下議院，要捉拿提出《大諫章》的約翰·皮姆等人。皮姆等很快就逃離，查理一世的行為引發倫敦市民抗議，國王被迫逃離至外地。8月22日，查理一世在諾丁漢宣佈討伐國會。兩方開始交戰，英國內戰爆發。1644年，大約一半的上議院和百餘名下議院議員在牛津組成保王議會，其餘議員組成革命議會。
截至1648年12月经过普莱德清洗，當初長期議會召開時的國會議員僅剩下100多名，此時的國會又稱為殘缺議會。國會通過宣言，宣佈由下議院行使國家最高權力。1649年2月9日，內戰中戰敗的查理一世被處死。